# Niderlandy Południowe
Niderlandy Południowe – nazwa katolickiej części Niderlandów, która po ostatecznym oderwaniu się zrewoltowanych prowincji kalwińskich północy (1579–1588), pozostała pod władzą królów Hiszpanii. Ukształtowanie się Niderlandów Południowych jest uznawane za początek historii Belgii, która powstała później na ich gruncie.

## Historia

### Podział Niderlandów w toku wojny osiemdziesięcioletniej
Początkowo Niderlandy Południowe tworzyły jedynie Luksemburg, Artois, Hainaut i część Flandrii. Były to te prowincje (z wyjątkiem Luksemburga), które w 1579 zawarły unię w Arras. Granica między częścią północną, tworzącą od 1588 Republikę Zjednoczonych Prowincji, a południową zmieniła się znacznie w ciągu toku wojny osiemdziesięcioletniej. Dzięki sukcesom militarnym hiszpańskiego namiestnika Niderlandów, Aleksandra Farnese w latach 80. XVI wieku Niderlandy Południowe objęły większość Flandrii i znaczną część Brabancji. Władzę hiszpańską musiały uznać zdobyte przez Aleksandra Farnese ważne i bogate miasta południa: Brugia (1580), Antwerpia (1585) i Bruksela (1585). To ostatnie miasto stało się wkrótce siedzibą namiestników hiszpańskich, a z czasem stolicą całych Niderlandów Południowych i powstałej później na ich gruncie Belgii. Granica między północą a południem utrwaliła się ostatecznie w północnej Flandrii i w centralnej Brabancji. Choć sama granica zmieniała się jeszcze wielokrotnie, to takie sukcesy hiszpańskie jak opanowanie Bredy w latach 1581–1590 i 1625–1637, okazały się nietrwałe. Ostateczną, niekorzystną dla południa granicę między obydwoma częściami Niderlandów potwierdził dopiero pokój westfalski (1648), na mocy którego Hiszpania ostatecznie uznała niepodległość północnoniderlandzkiej republiki. Traktat ten ostatecznie oddawał w ręce holenderskie północną Flandrię i Brabancję zamykając ujście rzeki Skaldy miastom południowoniderlandzkim, doprowadzając je tym samym do gospodarczego upadku.

### Ekspansja francuska w Niderlandach w drugiej połowie XVII wieku
W połowie XVII wieku hiszpańskiemu panowaniu w Niderlandach bardziej niż Holendrzy zagrozili Francuzi. Francja, która już w średniowieczu rościła sobie prawo do zwierzchnictwa nad pogranicznymi prowincjami Niderlandów (zwłaszcza nad Flandrią i Artois), wszczęła za panowania Ludwika XIV szereg wojen, których jednym z głównych celów było opanowanie hiszpańskiej części Niderlandów. W wyniku wojny francusko-hiszpańskiej 1635–1659, która była częścią europejskiej wojny trzydziestoletniej Hiszpania zmuszona była oddać Francji większość Artois, zachodni skrawek Flandrii i część Luksemburga. Kolejne koncesje terytorialne na rzecz Francji zostały potwierdzone w traktatach z 1668 i 1679 roku, kiedy to Ludwik XIV zagarnął dalszą część Flandrii i Hainaut, z Lille i portem w Dunkierce. Nie powiódł się natomiast plan króla Francji pełnego opanowania hiszpańskich posiadłości w Niderlandach, czemu w drugiej połowie XVII wieku sprzeciwiali się Holendrzy sprzymierzeni wówczas z Hiszpanią.

### Wojna o sukcesję hiszpańską. Niderlandy Austriackie

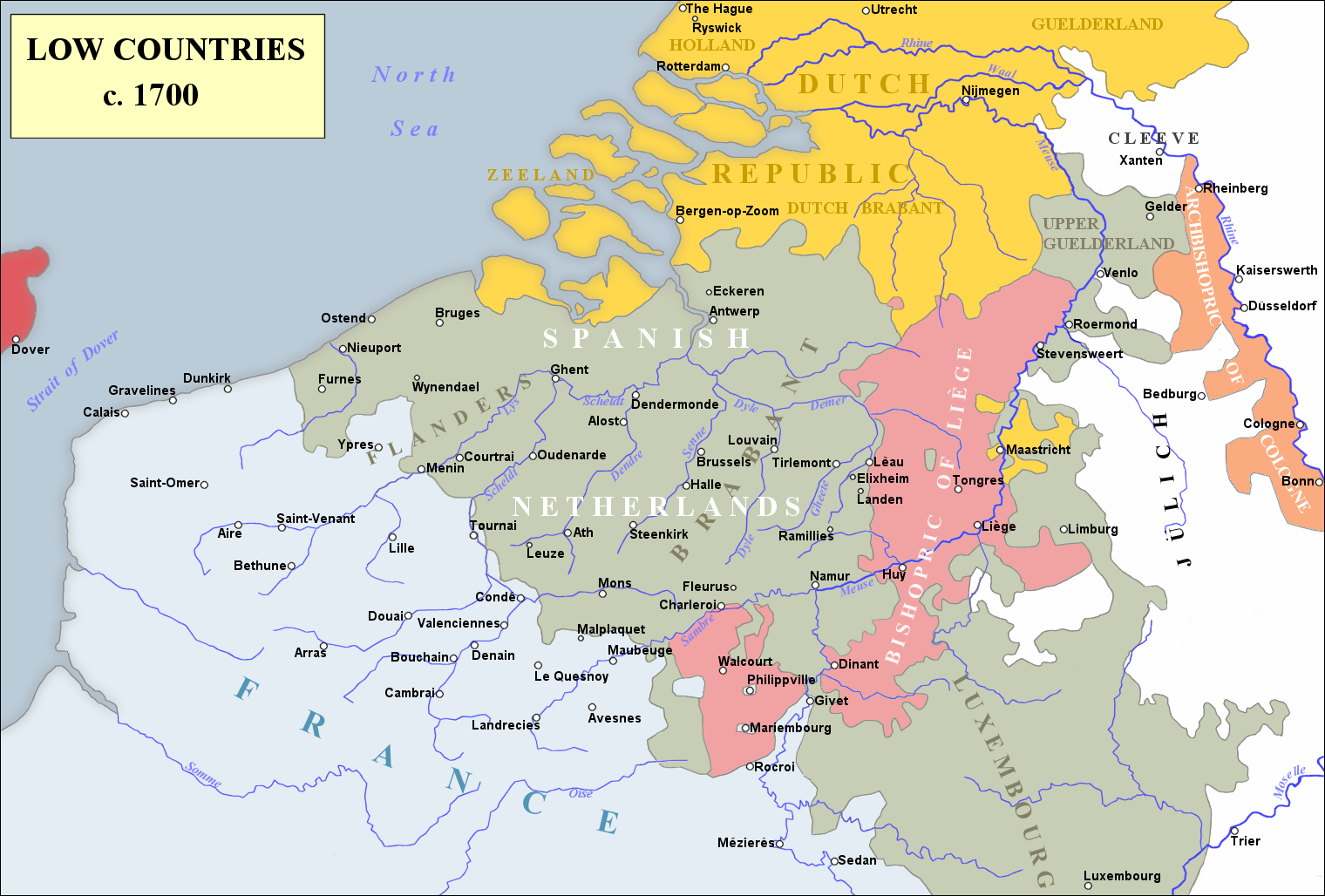
Podział Niderlandów w 1700 roku. Niderlandy Hiszpańskie na szaro. Republika Holandii na żółto.

Gdy w roku 1700 wygasła na Karolu II hiszpańska gałąź Habsburgów wybuchła w Europie wielka wojna sukcesyjna o tron hiszpański i należące do niego posiadłości. Ludwik XIV, który ogłosił swego wnuka królem Hiszpanii miał przeciw sobie szeroką koalicję państw europejskich. Trwającą trzynaście lat wojnę sukcesyjną zakończył kompromisowy pokój w Utrechcie (1713): król Francji zdołał osadzić swego wnuka w Hiszpanii, ale pozostałe posiadłości europejskie dawnego imperium hiszpańskiego przypadły austriackiej gałęzi rodu Habsburgów. W ten sposób Niderlandy Południowe znalazły się pod panowaniem austriackim i odtąd zwane będą również Niderlandami Austriackimi. Dla Niderlandów Południowych zmiana rządów niewiele jednak zmieniła w ich położeniu zewnętrznym, gdyż Holendrzy ponownie zagwarantowali sobie w traktacie pokojowym skrępowanie handlu belgijskiego.